# 溝口宣知
溝口 宣知（みぞぐち のぶとも）は、江戸時代前期の旗本。越後国新発田藩2代藩主・溝口宣勝の四男。分家独立して旗本となる。通称は左京。

## 生涯
寛永5年（1628年）に将軍徳川秀忠に初御目見をする。同年、父・宣勝の遺領のうち越後蒲原郡の4500石を分与されて、知行地に陣屋を設ける。宣知の陣屋は当初水原に置かれたが、のち正保元年（1644年）に二ツ堂に移転した。これにより宣知の家は二ツ堂溝口家と称された。
明暦元年（1655年）には下館城の在番を勤める。万治2年（1659年）に42歳で歿。法名は宗全。江戸駒込の吉祥寺に葬られる。宣知には男子がなく、その家は一代で断絶となった。